# Contea di Linyi (Shanxi)
La contea di Linyi (临猗县S, Línyī XiànP) è una contea della Cina, situata nella provincia dello Shanxi e amministrata dalla prefettura di Yuncheng.